# Grammodoplia asperata
Grammodoplia asperata är en skalbaggsart som beskrevs av Leon Fairmaire 1903. Grammodoplia asperata ingår i släktet Grammodoplia och familjen Melolonthidae. Inga underarter finns listade i Catalogue of Life.